# Campionatul European de Minifotbal
Campionatul European de minifotbal este principala competiție de minifotbal pentru echipele naționale masculine, reglementat de EMF (Federația Europeană de Minifotbal). La minifotbal se joacă 5+1 în teren (jucători). 

## Istorie
Campionatul European de Minifotbal a fost fondat în 2010, turneu care s-a desfășurat în fiecare an (din 2010 până în 2018), apoi o ediție a avut loc în 2022 (cea din 2020 a fost anulată din cauza pandemiei Covid 19), iar cea mai recentă a avut loc în iunie 2024. Până acum s-a disputat 8 ediții în 8 țări diferite, dintre care și România a fost gazdă în 2011. În prezent, România, Kazahstan, Rusia, Cehia, Azerbaidjan și Serbia sunt singurele țări care au câștigat acest turneu de minifotbal.

## Câștigători și Finaliști
| Echipa Națională | Campioni                               | Finaliști            |
| ---------------- | -------------------------------------- | -------------------- |
| România          | 6 (2010, 2011, 2012, 2013, 2014, 2015) | 3 (2018, 2022, 2024) |
| Cehia            | 1 (2018)                               | 2 (2011, 2017)       |
| Kazahstan        | 1 (2016)                               | –                    |
| Rusia            | 1 (2017)                               | –                    |
| Azerbaidjan      | 1 (2022)                               | –                    |
| Serbia           | 1 (2024)                               | –                    |
| Croația          | –                                      | 3 (2013, 2015, 2016) |
| Slovacia         | –                                      | 1 (2010)             |
| Muntenegru       | –                                      | 1 (2012)             |
| Slovenia         | –                                      | 1 (2014)             |

## Finale
| Mare | Campioană | Scor | Finalistă | Mică | Locul 3 | Scor | Locul 4 |
| ---- | --------- | ---- | --------- | ---- | ------- | ---- | ------- |

| 2024 | Serbia ✠    | 1 - 1 | România    | 2024 | Kazahstan  | 7 - 2 | Franța     |
| 2022 | Azerbaidjan | 1 - 0 | România    | 2022 | Bulgaria   | 4 - 1 | Kazahstan  |
| 2018 | Cehia       | 4 - 1 | România    | 2018 | Kazahstan  | 2 - 0 | Anglia     |
| 2017 | Rusia ✠     | 1 - 1 | Cehia      | 2017 | Ungaria ✠  | 0 - 0 | România    |
| 2016 | Kazahstan ✠ | 2 - 2 | Croația    | 2016 | Cehia      | 2 - 0 | Muntenegru |
| 2015 | România     | 5 - 1 | Croația    | 2002 | Bosnia     | 4 - 3 | Cehia      |
| 2014 | România     | 1 - 0 | Slovenia   | 2014 | Cehia      | 2 - 1 | Germania   |
| 2013 | România     | 2 - 0 | Croația    | 2013 | Germania ✠ | 1 - 1 | Rusia      |
| 2012 | România     | 2 - 1 | Muntenegru | 2012 | Cehia ✠    | 3 - 3 | Slovacia   |
| 2011 | România ✠   | 3 - 3 | Cehia      | 2011 | Moldova    | 1 - 0 | Grecia     |
| 2010 | România     | 8 - 0 | Slovacia   | 2010 | Cehia      | 5 - 1 | Grecia     |

## Clasament
| Turneu | 1st | 2nd | 3rd | 4th | Turneu | 1st | 2nd | 3rd | 4th | Turneu | 1st | 2nd | 3rd | 4th |

| 2022 | Azerbaidjan | România  | Bulgaria | Kazahstan  | 2024 | Serbia  | România  | Kazahstan         | Franța   | 2026 |         |            |                       |          |
| 2016 | Kazahstan   | Croația  | Cehia    | Muntenegru | 2017 | Rusia   | Cehia    | Ungaria           | România  | 2018 | Cehia   | România    | Kazahstan             | Anglia   |
| 2013 | România     | Croația  | Germania | Rusia      | 2014 | România | Slovenia | Cehia             | Germania | 2015 | România | Croația    | Bosnia și Herțegovina | Cehia    |
| 2010 | România     | Slovacia | Cehia    | Grecia     | 2011 | România | Cehia    | Republica Moldova | Grecia   | 2012 | România | Muntenegru | Cehia                 | Slovacia |

## Top Medalii
| Locul | Naționala   |   |   |   | Locul 4 |   |
| ----- | ----------- | - | - | - | ------- | - |
| 1     | România     | 6 | 3 | – | 1       | 9 |
| 2     | Cehia       | 1 | 2 | 4 | 1       | 7 |
| 3     | Kazahstan   | 1 | – | 2 | 1       | 3 |
| 4     | Rusia       | 1 | – | – | 1       | 1 |
| 5     | Azerbaidjan | 1 | – | – | –       | 1 |
| 6     | Serbia      | 1 | – | – | –       | 1 |
| 7     | Croația     | – | 3 | – | –       | 3 |
| 8     | Slovacia    | – | 1 | – | 1       | 1 |
| 9     | Muntenegru  | – | 1 | – | 1       | 1 |
| 10    | Slovenia    | – | 1 | – | –       | 1 |
| 11    | Germania    | – | – | 1 | 1       | 1 |
| 12    | Moldova     | – | – | 1 | –       | 1 |
| 13    | Bosnia      | – | – | 1 | –       | 1 |
| 14    | Ungaria     | – | – | 1 | –       | 1 |
| 15    | Bulgaria    | – | – | 1 | –       | 1 |
| 16    | Grecia      | – | – | – | 2       | – |
| 17    | Anglia      | – | – | – | 1       | – |
| 18    | Franța      | – | – | – | 1       | – |

## Vezi și
Campionatul Mondial de Minifotbal